# Aceto Balsamico di Modena
L'Aceto Balsamico di Modena è un condimento a Indicazione geografica protetta (IGP).
Si produce secondo varie ricette. Il disciplinare di produzione IGP lascia ampio margine di azione, prevedendo l'utilizzo di mosto di uva (anche proveniente da altre regioni d'Italia o paesi esteri) in percentuali tra il 20 e il 90% e di aceto di vino dal 10 all'80%. È consentito l'uso di caramello, fino al 2%. La lettura dell'etichetta può fornire utili informazioni sugli ingredienti usati e sui metodi di lavorazione. Non sono previsti i prelievi e i rincalzi, tipici dell'Aceto Balsamico Tradizionale; gli ingredienti, una volta miscelati, devono essere tenuti per almeno 60 giorni in contenitori di legno. 
È ammessa la dicitura "invecchiato" per il prodotto di almeno 3 anni.
L'Aceto Balsamico di Modena ha ottenuto il marchio di indicazione geografica protetta (IGP) il 3 luglio 2009.

## Concessione dell'IGP
All'atto di presentazione della domanda da parte dell'Italia, Germania e Grecia sollevarono l'obiezione che la tutela dell'espressione "aceto balsamico" avrebbe leso fortemente le proprie produzioni nazionali, legalizzate ormai da cinque anni. Sottolinearono soprattutto che le parole "aceto" e "balsamico", in quanto termini generici, non fossero sottoponibili a tutela. Fecero quindi sapere che avrebbero votato a favore dell'IGP solo in cambio di un riconoscimento da parte italiana del loro diritto di utilizzare le parole "aceto balsamico". Anche la Francia si oppose, soprattutto per il fatto che la denominazione "Aceto Balsamico di Modena" non avrebbe avuto una reputazione propria distinta da quella dell'Aceto balsamico tradizionale di Modena, cosa che avrebbe indotto in errore il consumatore (fatto quest'ultimo peraltro sostenuto da numerosi produttori di ABTM).
Dopo tre anni di dispute, il 3 luglio 2009, la Commissione europea iscrisse l'Aceto Balsamico di Modena nel registro delle indicazioni geografiche protette, con un voto unanime - a parte la sola astensione "tecnica" della Francia”.
Subito dopo la protezione dell'UE del 2009, la Grecia ha tentato di utilizzare una norma tecnica dell'UE - estranea alle procedure di tutela geografica - per ottenere il riconoscimento della definizione di "aceto balsamico greco", a conferma dell'appetibilità di un mercato che allora si aggirava intorno ai 400 milioni di Euro annui.

## Consorzi
Nel 1993 nasce il Consorzio Tutela Aceto Balsamico di Modena, su iniziativa dei maggiori e più vecchi produttori, di per la valorizzazione del prodotto, la sua difesa e la diffusione della conoscenza a livello mondiale. Nel 1998 varia il nome in Consorzio Aceto Balsamico di Modena, mantenendo però immutato lo statuto. Il contrassegno consortile viene utilizzato dal gennaio 1999.
Il Consorzio Filiera Aceto Balsamico di Modena, denominazione assunta nel 2010 dal Consorzio Produzione Certificata Aceto Balsamico di Modena raggruppava alcuni fra i più grossi produttori.
Nel 2013 questi due Consorzi si uniscono a formare il Consorzio Tutela Aceto Balsamico di Modena.
Infine, fra gli organismi di tutela e promozione, vi è il Comitato Produttori Indipendenti Aceto Balsamico di Modena, che assieme agli altri due consorzi è stato promotore della richiesta di riconoscimento dell'IGP da parte dell'Unione Europea.

## Controllo qualità
L'Ente certificatore autonomo è nominato direttamente dal Ministero delle politiche agricole alimentari e forestali e ha il compito di verificare il rispetto del Disciplinare di Produzione durante tutto l'iter produttivo e la validità delle proprietà organolettiche dell'Aceto Balsamico prima che venga messo sul mercato. Ogni singola partita destinata all'imbottigliamento (riservato ai soli centri autorizzati e certificati) deve soddisfare il rispetto del Disciplinare di Produzione.

## Produzione
La produzione dell'Aceto Balsamico di Modena IGP è estremamente più rapida, economica e semplice rispetto a quella dell'Aceto Balsamico Tradizionale. Nel caso dell'IGP, il gusto agrodolce viene ottenuto mescolando una parte dolce (mosto di uva cotto o concentrato) con una parte acida (aceto di vino) ed eventualmente fino al 2% di caramello per il colore. L'assenza di ogni tipo di fermentazione o ossidazione da parte di microrganismi rende il processo molto più semplice e veloce, permettendo di ottenere densità molto elevate anche dopo i canonici 60 giorni di invecchiamento grazie all'utilizzo di mosti d'uva particolarmente concentrati in partenza. Se il prodotto dovesse fermentare, i microrganismi non riuscirebbero a metabolizzare un mosto dalla concentrazione zuccherina così elevata. Successivamente alla miscelazione degli ingredienti (tra cui una quantità non specificata di aceto vecchio di 10 anni), il prodotto viene lasciato in contenitori di legno per almeno 60 giorni (3 anni per l'invecchiato), imbottigliato e venduto.
Grazie alla semplicità di processo e allo scarso legame con il territorio d'origine (solamente miscelazione degli ingredienti e invecchiamento devono avvenire nell'area del comprensorio, ovvero le province di Modena e Reggio Emilia) l'aceto balsamico di Modena IGP raggiunge i 100 milioni di litri annui di produzione, il 92% dei quali viene esportato. Ciò rende questo prodotto un enorme successo commerciale, uno tra i più esportati dell'UE, con un volume d'affari che supera il miliardo di euro. Dall'altra parte però, ha portato ad un sovrasfruttamento del termine "balsamico", riducendo l'originaria nobiltà e pregio di questo prodotto in modo praticamente irreversibile, a causa della costante ricerca di riprodurre un prodotto simile all'Aceto Balsamico Tradizionale (la cui produzione complessiva rappresenta in proporzione all'IGP lo 0.0001%) ma in modi molto più rapidi.